# Albești-Paleologu
Pour les articles homonymes, voir Albești.
Albești-Paleologu est une commune roumaine du județ de Prahova, dans la région historique de Valachie et dans la région de développement du Sud.

## Géographie
La commune de Albești-Paleologu est située dans le centre-est du județ, en Munténie (Grande Valachie), sur les rives de la rivière Cricovul Sărat, dans la plaine valaque, à 18 km au sud-ouest de Mizil et à 18 km à l'est de Ploiești, le chef-lieu du județ.
La municipalité est composée des quatre villages suivants (population en 1992) :
- Albești-Muru (1 114) ;
- Albești-Paleologu (1 876), siège de la municipalité ;
- Cioreni (858) ;
- Vadu Părului (2 187).

## Politique
| Parti | Parti                                                 | Sièges |
| ----- | ----------------------------------------------------- | ------ |
|       | Parti national libéral (PNL)                          | 6      |
|       | Alliance des libéraux et démocrates (ALDE)            | 3      |
|       | Parti social-démocrate (PSD)                          | 3      |
|       | M10 (M10)                                             | 2      |
|       | Union nationale pour le progrès de la Roumanie (UNPR) | 1      |

## Religions
En 2002, la composition religieuse de la commune était la suivante :
- Chrétiens orthodoxes, 99,87 %.

## Démographie
En 2002, la commune comptait 5 791 Roumains (99,98 %). On comptait à cette date 2 392 ménages et 2 410 logements.
| 1992  | 2002  | 2007  |
| ----- | ----- | ----- |
| 6 035 | 5 792 | 5 918 |

## Économie
L'économie de la commune repose sur l'agriculture et l'élevage.

## Communications

### Routes
Albești-Paleologu est située sur la route nationale DN1B Ploiești-Buzău, à son embranchement avec la route nationale DN1D qui se dirige vers Urziceni.

### Voies ferrées
Le village se trouve sur la ligne 300 des chemins de fer roumains Bucarest-Ploiești-Buzău.